# Miroslav Cvijanović
Miroslav Cvijanović, slovenski nogometaš, * 14. maj 1985, Nova Gorica.
Cvijanović je nekdanji profesionalni nogometaš, ki je igral na položaju branilca. V svoji karieri je igral za slovenske klube Primorje, Bilje, Olimpija in Krka ter ob koncu za italijanski Kras Repen. Skupno je v prvi slovenski ligi odigral 185 tekem in dosegel štiri gole. Bil je tudi član slovenske reprezentance do 20 let. 
Tudi njegov bratranec Goran Cvijanović je bil nogometaš.